# Битва на Фогхартских холмах
Битва на Фогхартских холмах (англ. Battle of Faughart) или Битва у Дандолка (англ. Battle of Dundalk) — битва между англо-ирландским войском под командованием сэра Джона де Бирмингема и шотландско-ирландским войском под командованием Эдуарда Брюса, состоявшаяся 14 октября 1318 года в двух милях севернее Дандолка, в Ирландии. Завершилась разгромом шотландско-ирландского войска.
После долгого периода бездействия, о котором ни ирландские хроники, ни ранние шотландские историки не проливают света, король Эдуард Брюс расположился лагерем в Тагере, возле Дандолка, во главе маленькой армии в две тысячи человек, состоявшей в основном из ирландцев, которые хоть и были многочисленны, но были плохо вооружены и дисциплинированы. Против него, лорд Джон Бирмингем, вместе с Джоном Маупасом, сэром Майлсом Вердоном, сэром Хьюгом Триптоном и другими англо-ирландскими баронами, возглавил армию, которая была сильнее в кавалерии, и превосходила шотландцев практически в десять раз. Эдуард, с его характерным пренебрежением к опасности, и абсолютно не запуганный вопиющим неравенством сил, решил, несмотря на советы его старейших капитанов, дать врагу битву. В течение трехлетней войны он разбивал англо-ирландские силы восемнадцать раз, и хотя его успехи не принесли важных результатов, он всегда выходил победителем.
Армии Эдуарда Брюса, Верховного короля Ирландии, и англичанина Джона Бирмингема сошлись в битве на Фогхартских холмах, и шотландцы были сразу рассеяны. В самом начале Джон Маупас убил короля Эдуарда Брюса, и сам был убит, упав на тело своего врага. Сэр Джон Соулис и сэр Джон Стюарт также пали в этой битве, и бегство стало всеобщим, породив большую резню. Небольшой остаток тем не менее бежал с поля и под командованием Джона Томсона, лидера людей из Каррика, отступил в Каррикфергус, а оттуда переправился в Шотландию. Две тысячи шотландских солдат остались лежать на поле сражения, и среди них несколько храбрых и прославленных капитанов. Так завершилась экспедиция, которая, будь она руководима духом благоразумия и взвешенной доблести, которым отличался брат Эдуарда Брюса, Роберт Брюс, могла превратиться в самую серьёзную проблему Англии. Не вспоминая о великодушии Брюса после битвы при Бэннокберне, англичане обошлись с телом короля Ирландии с грубым бесчестием. Оно было четвертовано и демонстрировалось как публичное зрелище по всей Ирландии, а голова была отправлена английскому королю лордом Джоном Бирмингемом, который, в качестве награды за свою победу, был сделан графом Лоута.